# موتور گل پری اربابی
موتور گل پری اربابی یا موتور محمد علی گرگیچ/عظیم روستایی در دهستان چشمه زیارت بخش مرکزی شهرستان زاهدان استان سیستان و بلوچستان ایران است.

## جمعیت
بر پایه سرشماری عمومی نفوس و مسکن در سال ۱۳۹۵ جمعیت این روستا ۲۳ نفر (۹خانوار) بوده‌است.